# 쿠오바디스, 아이다
"쿠오바디스, 아이다"(보스니아어: Quo Vadis, Aida?)는 2020년 공개된 드라마 영화이다. 야스밀라 주바니치가 감독과 각본을 맡았다. 제77회 베네치아 영화제(2020) 황금사자상 경쟁후보작이자 제93회 아카데미 국제영화상 후보작이다. 스레브레니차 집단학살을 다룬 작품이다.

## 출연
- 야스나 두리치치 - 아이다 셀마나기치 역
- 이주딘 바이로비치 - 니하드 셀마나기치 역
- 보리스 이사코비치 - 라트코 믈라디치 역
- 요한 헬덴베르흐 - 톰 카레만스 역
- 레이먼드 티리 - 롭 프랑켄 역
- 보리스 레르 - 함디야 셀마나기치 역
- 디노 바이로비치 - 세요 셀마나기치 역
- 레이나우트 부세메이커 - 로벤 역
- 유다 호슬링아 - 루텐 역
- 옐레나 코르디치 쿠레트 - 차밀라 역
- 리야드 그보즈덴 - 무하렘 역
- 마디타 - 베스나 역
- 퇸 라위크 - 민제스 역
- 에미르 하드지아피스베고비츠 - 요카 역
- 에디타 말보르식 - 베스나 역
- 알반 우카이 - 타리크 역
- 미하 훌쇼프 - 드 한 역
- 요에스 브라우어르스 - 보우드빈 역
- 에르민 브라보 - 시장 역